# Mehcad Brooks
Mehcad Jason McKinley Brooks (sinh ngày 25 tháng 10 năm 1980) là một nam diễn viên người Mỹ.

## Danh sách phim

### Điện ảnh
| Năm  | Tên                                | Vai             | Ghi chú |
| ---- | ---------------------------------- | --------------- | ------- |
| 2002 | Radimi: Who Stole the Dream        | Radimi Wadkins  |         |
| 2003 | A Token for Your Thoughts          | The Jock        |         |
| 2006 | Glory Road                         | Harry Flournoy  |         |
| 2007 | In the Valley of Elah              | Spc. Ennis Long |         |
| 2008 | Fly Like Mercury                   | Hutch           |         |
| 2010 | Just Wright                        | Angelo Bembrey  |         |
| 2011 | Creature                           | Niles           |         |
| 2012 | Magic: The Gathering - The Musical | Doug            |         |
| 2014 | About Last Night                   | Derek           |         |
| 2015 | Adulterers                         | Damien          |         |